# Campionati mondiali di sollevamento pesi 2023 - 64 kg femminile
Le gare di sollevamento pesi della categoria fino a 64 kg femminile — pesi medi — dei campionati mondiali del 2023 si sono svolte dal 9 al 10 settembre 2023 a Riad presso la Green Hall del Prince Faisal bin Fahad Olympic Complex.

## Programma
L'orario indicato corrisponde a quello saudita (UTC+03:00)
| Data              | Orario | Evento   |
| ----------------- | ------ | -------- |
| 9 settembre 2023  | 09:00  | Gruppo D |
| 9 settembre 2023  | 14:00  | Gruppo C |
| 10 settembre 2023 | 16:30  | Gruppo B |
| 10 settembre 2023 | 19:00  | Gruppo A |

## Medagliate
Per ciascun esercizio, le prime tre classificate sono le seguenti:
| Esercizio | Oro             | Oro    | Argento           | Argento | Bronzo          | Bronzo |
| --------- | --------------- | ------ | ----------------- | ------- | --------------- | ------ |
| Strappo   | Natalia Llamosa | 101 kg | Julieth Rodríguez | 101 kg  | Ruth Ayodele    | 100 kg |
| Slancio   | Park Min-kyung  | 123 kg | Ruth Ayodele      | 122 kg  | Natalia Llamosa | 122 kg |
| Totale    | Natalia Llamosa | 223 kg | Ruth Ayodele      | 222 kg  | Park Min-kyung  | 220 kg |

## Record
Prima di questa competizione, i record mondiali esistenti erano i seguenti:
| Record mondiale | Strappo | Deng Wei | 117 kg | Tianjin, Cina       | 11 dicembre 2019  |
| Record mondiale | Slancio | Deng Wei | 145 kg | Pattaya, Thailandia | 22 settembre 2019 |
| Record mondiale | Totale  | Deng Wei | 261 kg | Pattaya, Thailandia | 22 settembre 2019 |

## Risultati
| Pos. | Atleta                           | Gr. | Peso atleta | Strappo (kg) | Strappo (kg) | Strappo (kg) | Strappo (kg) | Slancio (kg) | Slancio (kg) | Slancio (kg) | Slancio (kg) | Totale   |
| Pos. | Atleta                           | Gr. | Peso atleta | 1            | 2            | 3            | Pos.         | 1            | 2            | 3            | Pos.         | Totale   |
| ---- | -------------------------------- | --- | ----------- | ------------ | ------------ | ------------ | ------------ | ------------ | ------------ | ------------ | ------------ | -------- |
|      | Natalia Llamosa (COL)            | A   | 63.95       | 99           | 101          | 103          |              | 118          | 121          | 122          |              | 223      |
|      | Ruth Ayodele (NGR)               | B   | 59.97       | 95           | 95           | 100          |              | 117          | 117          | 122          |              | 222      |
|      | Park Min-kyung (KOR)             | B   | 63.42       | 91           | 95           | 97           | 6            | 117          | 121          | 123          |              | 220      |
| 4    | Julieth Rodríguez (COL)          | A   | 63.67       | 99           | 101          | 103          |              | 119          | 119          | 122          | 4            | 220      |
| 5    | Tsabitha Alfiah Ramadani (INA)   | A   | 63.78       | 95           | 95           | 100          | 4            | 112          | 112          | 117          | 5            | 217      |
| 6    | Hanna Davydova (UKR)             | A   | 63.72       | 94           | 94           | 98           | 5            | 112          | 112          | 116          | 13           | 210      |
| 7    | Vicky Graillot (FRA)             | A   | 64.00       | 88           | 90           | 92           | 13           | 112          | 116          | 122          | 6            | 206      |
| 8    | Han Ji-an (KOR)                  | B   | 63.74       | 95           | 95           | 98           | 8            | 110          | 110          | 115          | 19           | 205      |
| 9    | Mariia Hanhur (UKR)              | A   | 62.55       | 92           | 94           | 96           | 9            | 111          | 111          | 113          | 15           | 205      |
| 10   | Shakhlokhon Abdullaeva (UZB)     | A   | 63.79       | 91           | 91           | 94           | 12           | 108          | 112          | 115          | 12           | 203      |
| 11   | Wiktoria Wołk (POL)              | B   | 63.90       | 87           | 90           | 92           | 11           | 107          | 110          | 114          | 18           | 202      |
| 12   | Hung Wan-ting (TPE)              | C   | 63.36       | 85           | 88           | 88           | 16           | 110          | 113          | 116          | 7            | 201      |
| 13   | Reihaneh Karimi (IRI)            | B   | 64.00       | 84           | 89           | 92           | 14           | 107          | 108          | 112          | 9            | 201      |
| 14   | Li Wei-chia (TPE)                | B   | 62.28       | 86           | 86           | 89           | 21           | 108          | 111          | 113          | 14           | 197      |
| 15   | Olivia Selemaia (NZL)            | C   | 64.00       | 84           | 88           | 90           | 15           | 104          | 108          | 111          | 21           | 196      |
| 16   | Darcy Kay (AUS)                  | C   | 64.00       | 83           | 86           | 86           | 20           | 105          | 110          | 110          | 17           | 196      |
| 17   | Myrthe Timmermans (NLD)          | B   | 63.82       | 88           | 88           | 90           | 17           | 108          | 108          | 108          | 22           | 196      |
| 18   | Monica Knowlton (CAN)            | C   | 62.51       | 79           | 79           | 82           | 27           | 108          | 108          | 113          | 8            | 195      |
| 19   | Emma McIntyre (NZL)              | C   | 63.50       | 83           | 87           | 87           | 18           | 103          | 107          | 107          | 23           | 194      |
| 20   | Fatemeh Keshavarz (IRI)          | B   | 64.00       | 82           | 87           | 89           | 19           | 107          | 112          | 115          | 24           | 194      |
| 21   | Garoa Martínez (ESP)             | B   | 64.00       | 84           | 84           | 89           | 23           | 106          | 110          | 110          | 20           | 194      |
| 22   | Alexa Mina (LBN)                 | C   | 64.00       | 83           | 83           | 87           | 24           | 104          | 107          | 110          | 16           | 193      |
| 23   | Jessica Gordon Brown (GBR)       | C   | 60.96       | 80           | 82           | 85           | 22           | 102          | 105          | —            | 25           | 190      |
| 24   | Tenishia Thornton (MLT)          | C   | 61.25       | 79           | 81           | 83           | 25           | 100          | 103          | 105          | 26           | 186      |
| 25   | Laura Wheatcroft (GBR)           | C   | 60.26       | 82           | 85           | 86           | 26           | 102          | 104          | 105          | 28           | 184      |
| 26   | Marta Monteiro (PRT)             | D   | 62.89       | 73           | 79           | 79           | 29           | 102          | 106          | 106          | 27           | 181      |
| 27   | Yusleidy Figueroa (VEN)          | C   | 59.28       | 78           | 81           | 81           | 30           | 102          | 102          | 105          | 29           | 180      |
| 28   | Saara Retulainen (FIN)           | D   | 62.95       | 75           | 78           | 80           | 28           | 85           | 89           | 92           | 32           | 172      |
| 29   | Catarina Augusto (PRT)           | D   | 63.32       | 70           | 70           | 75           | 34           | 92           | 97           | 102          | 30           | 172      |
| 30   | Amalía Ósk Sigurðardóttir (ISL)  | D   | 63.66       | 73           | 77           | 80           | 31           | 93           | 98           | 100          | 31           | 170      |
| 31   | Katla Björk Ketilsdóttir (ISL)   | D   | 63.81       | 73           | 76           | 79           | 33           | 86           | 89           | 91           | 34           | 165      |
| 32   | Ivana Gorišek (CRO)              | D   | 60.93       | 74           | 74           | 77           | 32           | 87           | 87           | 90           | 35           | 164      |
| 33   | Sharada Chaudhary (NEP)          | D   | 63.20       | 65           | 71           | 71           | 37           | 85           | 90           | 94           | 33           | 155      |
| 34   | Winny Chepngeno Langat (KEN)     | D   | 61.75       | 63           | 63           | 67           | 36           | 83           | 90           | 90           | 36           | 150      |
| 35   | Lydia Nakidde (UGA)              | D   | 62.59       | 60           | 67           | 70           | 35           | 80           | 85           | 85           | 37           | 147      |
| 36   | Alzahraa Khamshad (KUW)          | D   | 62.87       | 60           | 65           | 70           | 38           | 75           | 80           | 85           | 38           | 145      |
| 37   | Azra Alatović (BIH)              | D   | 63.07       | 56           | 60           | 62           | 39           | 70           | 74           | 76           | 39           | 136      |
| 38   | Hessa Al-Barrak (KSA)            | D   | 62.34       | 50           | 50           | 50           | 40           | 65           | 70           | 75           | 40           | 120      |
| —    | Aysel Özkan (TUR)                | A   | 64.00       | 97           | 97           | 101          | 7            | 115          | 117          | 118          | —            | —        |
| —    | Otgonchimegiin Tögs-Erdene (MGL) | A   | 64.00       | 99           | 101          | 101          | —            | 112          | 116          | 116          | 11           | —        |
| —    | Eliannys Franco (VEN)            | A   | 63.76       | 87           | 91           | 93           | 10           | 113          | 113          | 113          | —            | —        |
| —    | Ganzorigiin Anuujin (MGL)        | A   | 64.00       | 95           | 99           | 101          | —            | 112          | 117          | 120          | 10           | —        |
| —    | Natália Hušťavová (SVK)          | C   | 64.00       | 82           | 83           | 83           | —            | 103          | 103          | 104          | —            | —        |
| —    | Kiana Elliott (AUS)              | B   | 61.63       | —            | —            | —            | —            | —            | —            | —            | —            | —        |
| —    | Ine Andersson (NOR)              | D   | 64.00       | —            | —            | —            | —            | —            | —            | —            | —            | —        |
| —    | Rafif Jear (KSA)                 | D   | ritirata    | ritirata     | ritirata     | ritirata     | ritirata     | ritirata     | ritirata     | ritirata     | ritirata     | ritirata |